# ムペンバ効果
ムペンバ効果（ムペンバこうか、英: Mpemba effect）は、特定の状況下では高温の水の方が低温の水よりも短時間で凍ることがあるという物理学上の主張である。必ず短時間で凍るわけではないとされている。
1963年に、タンザニアの中学生エラスト・B・ムペンバ (Erasto B. Mpemba) が発見したとされるが、古くはアリストテレスやフランシス・ベーコン、ルネ・デカルトなど近世の科学者が既に発見していた可能性がある。
科学雑誌「ニュー・サイエンティスト」はこの現象を確認したい場合、効果が最大化されるよう摂氏35度の水と摂氏5度の水で実験を行うことを推奨している。
2020年8月5日刊行の科学雑誌「ネイチャー」にて発表されたサイモンフレーザー大学の物理学者、アビナッシュ・クマールとジョン・ベックホーファーの研究により、ムペンバ効果の条件の一部が解明された。

## 経緯
ムペンバ効果は、タンザニアの中学生エラスト・B・ムペンバが発見したとされる。ムペンバは、マガンバ中学校の3年次当時の1963年に、調理の実習中、アイスクリームミックスを熱いまま凍らせたところ冷ましてから凍らせたものよりも先に凍る現象を発見した。その後、ムペンバはイリンガのムカワ高校に進学した。ムカワ高校では校長がダルエスサラーム大学の科学部長だったデニス・オズボーンを招き、物理学に関する講演が行われた。当初、オズボーンは半信半疑だったもののムペンバの発見を検証し、ムペンバとともに1969年に研究結果を発表した。なおムペンバは2008年現在国際連合食糧農業機関(FAO) の「アフリカ森林および野生動物委員会」で働いていたが、2023年5月14日に死去した。

## 前史
古代のアリストテレスやフランシス・ベーコン、ルネ・デカルトなど近世の科学者が気付いていた可能性もある。アリストテレスは彼がアンチペリスタシスと呼んだ「ある性質の強度は、相反する性質に取り囲まれた結果として増強されうる」という (誤った) 特性によるものとした。

## 21世紀初頭現在の捉えられ方
科学ライターのフィリップ・ボールは、2006年に雑誌フィジックス・ワールドに寄稿した記事中で「問題は、この現象を効率よく再現するのが非常に難しいことにある。現象が現れることもあるし、現れないこともある。そして、もしムペンバ効果が真実である、すなわち高温の水が低温の水よりも速く凍結するとしても、現象の解釈がありきたりなものになるか素晴らしい発見となるかは明らかではない」とした。

## 原因
ムペンバ効果が起こる環境下ではさまざまな要素が関わっているものと考えられる。
- 凍結の定義 - 「凍結」を水の表面に氷の層が確認できた段階とするのか（表面凍結）、完全に氷の固まりとなった段階（全体凍結）とするのか。なお実験によっては、凍結や過冷却を実験対象から除外し、前段階の温度変化や温度勾配に的を絞っているケースもある。その場合は、氷点下到達 や 凍結開始 を測定終了の目安にしている。
- 実験設定
  - 実験素材 - アイスクリーム素材、水道水、純水（蒸留水、イオン交換樹脂処理水、等）、etc. その他: 脱気処理の有無
  - 冷却方法 - 直冷式冷凍庫（底面冷却）、ファン式冷凍庫（上面冷却）、低温室、氷点下の野外。（→発見の前史）
- 冷却効率
  - 蒸発 - 蒸発は吸熱反応である（水の蒸発熱: 45.2 kJ/mol (0℃,1atm)）。また蓋のない容器では、蒸発により水の分量が減る[8]。

有力な説だが、これだけで現象全体を説明するのは難しい[9]。
  - 対流 - 熱輸送が促進された。水は摂氏4度以下で密度が減少し、(上面冷却で)下部の冷却を担う対流が抑制される。一方、より密度の低い高温の水では、この抑制は起こりにくいと考えられるので、初期の急速冷却がそのまま持続するだろう[注 6][注 7]。

また、対流の相違により、過渡的な温度勾配や温度分布に相違が生じる点も見逃せない。（→ 複雑系問題）
- 霜 - オリジナル実験当時一般的だった直冷式冷凍庫は、底面冷却部に霜が発生しやすく、これが底面断熱材として機能した。高温の水を庫内に入れると、底面の霜が溶けて冷却効率が改善され、下側および横から凍りやすい。これに対し低温の水は上側から凍りやすく、全体凍結過程では 上面からの放射や空気対流が妨げられて冷却効率が低下する。

- 凍結プロセス - 不均一核生成
  - 凍結開始の偶発性 - 通常の実験環境でバルクの純水は、下限約-10℃前後の過冷却状態から偶発的に急速凍結するため、凍結開始時間に統計的なばらつきが生じる。ばらつきが0℃までの冷却時間と比較して充分大きい場合、水と湯の凍結時間の逆転現象が起こりうる。この偶発性は、何らかの外部擾乱（物理的刺激）をきっかけに界面や容器表面で発生する不均一核生成が原因と推測される[注 8]。
  - 過冷却 - 仮説として、低温の水は高温の水と比較して過冷却が深くなりやすく、高温の水より凍りにくいと考えられる[12][13]。
    - 仮説の解釈 - 対流の項の説明に基づいて、この仮説の解釈を試みる。低温の水は、安定した垂直温度分布を形成し対流が抑制されるため、全体的な過冷却が静かに進行する。高温の水は、不安定な垂直温度分布を形成し、ある程度対流が持続すると考えられ（「対流」参照）、物理運動の揺動で氷晶を発生しやすい。仮に、極端な温度ムラとしてバルクの過冷却が発生すると、その中で氷晶が部分凍結へと成長するというシナリオが考えられる。
    - 仮説の背景 - 上記のマクロな現象としての解釈の他、潜在的に、よりミクロな問題「水素結合でつながった水分子の構造」[14] が関与している可能性もある。（→ 先端科学の観点）
    - 不純物の影響 - 不均一核生成

水中に氷晶の核となる不純物が多いと凍結が促進されるため、過冷却はあまり重要でなくなる。ただし高温の水の加熱で不純物が析出すると(水中の不純物の減少により)、上記仮説が成立する[15]。（→次項参照）
- 不純物の影響 - 凝固点降下、不均一核生成
  - 溶質 - 炭酸カルシウム、炭酸マグネシウムその他によるもの[15]。

純水ではなく硬水を使った場合、煮沸により煮沸容器表面に無機塩が析出して軟水となる。低温の水は煮沸しないと硬水のままなので、全体凍結過程で 無機塩の濃縮が生じ、凝固点降下により凍りにくくなる。
  - 溶存気体 - 高温の水は低温の水と比較して、溶存気体の溶解度が低いので溶存濃度も低い。ただし加温時の溶解度低下で微小な気泡を生じ、これが氷点下まで維持されると、界面積の増加に寄与して凍結しやすくなる。

### 複雑系問題（マクロ視点）
冷却の過程にある水の状態を温度という単一のパラメーターで記述してよいかどうか、という問題も存在する。より正確な記述のためには水における温度分布を考える必要がある。モンウェア・ジェン (Monwhea Jeng) はこの問題に関して「解析は大変複雑になる。なぜなら我々は温度という単一のパラメーターではなく温度場を考えることになり、さらに解析に必要な数値流体力学が非常に込み入っているからである」と書いた。
この効果は熱伝導の問題であり、連続体力学に基づいた輸送現象の観点からの研究が適している。熱輸送を偏微分方程式で解析する場合、系の挙動を記述するためには水の平均温度など少数のパラメーターを与えるだけでは一般には不十分である。系の幾何学的な詳細や流体の特性、温度場や流れ場などといった多様な条件が系の挙動に極めて複雑に影響を与えうるからである。単純化された熱力学のみに基づいて分析する限りムペンバ効果は直感に反するように思われるが、このことは物理学の問題へのアプローチに際して適切な変数を全て考慮して最も適した理論的道具立てを用いることの必要性を例証している。

### 先端科学の観点（ミクロ視点）
- 非平衡相転移、非線形効果[19][20]
- 水の特異性[21][22]

物理化学の未解決問題の一つ「水素結合でつながった水分子の構造」の関与を期待する議論がある。
国内における水分子構造関連の研究には、- 低温高圧下で 水が低密度成分(LDL)と高密度成分(HDL)に相分離するという第二臨界点仮説
- 軟Ｘ線発光分光を使った水の電子状態の秩序無秩序構造の観測
- シミュレーションを使った 水分子の水素結合ネットワーク構造 のフラグメント解析
等あるが、今のところムペンバ効果への直接的関与を示唆する結果は特に出ていない模様である。

## 日本での反応
NHKの科学情報番組『ためしてガッテン』の2008年7月9日の放送でムペンバ効果が取り上げられ、翌7月10日付のYahoo!JAPAN 検索ランキングで「ムペンバ効果」が21位にランクインした。これに対し、アメリカ在住で放送を見なかった物理学者の大槻義彦は、読者のメールに答える形で自身のブログで「熱力学の基本法則からありえない」と批判している。大槻は、その後自宅でごく簡単な実験を行い、NHKが間違っていると結論している。ただし、蒸発熱の効果を相対的に高める極端な容器形状を選択 (板にお湯を垂らす) したケースのみ、それらしい現象が再現されたとしている。Jcastニュースは、ムペンバ効果について何人かの専門家に伺ったところ、そのような現象を知っている人はいなかったという。ただし、京都大学教授の小貫明は、「お湯の場合、蒸発すると冷える潜熱があることと、水と空気の対流によって熱が運ばれたのかもしれません。即断はできませんが、何か理由があるのでは」と「効果があらわれる可能性」を示唆している。
2009年10月、日本雪氷学会において、雪氷研究会企画セッションとして「ムペンバ現象（湯と水凍結逆転現象）のサイエンス」が開催された。

## 呼称に対する異論
2009年10月、日本雪氷学会の雪氷研究大会において、「ムペンバ現象研究会」が、「ムペンバ効果」という名称は不適切であると主張している。同会いわく、ムペンバ効果の名の由来であるエラスト・B・ムペンバは、ムペンバ効果の真の「発見者」ではない（再発見者にすぎない）。その物理過程は明らかになっていないので、「ある物理過程が原因となって結果（効果）が出現する」場合に使われるべきである「○○効果」という名称は適切ではない。ゆえに、ムペンバ効果は「湯と水凍結逆転現象」と呼ばれるか、もしくは「再発見者」のムペンバに敬意を称して「ムペンバ現象」と称されることが適切であると主張している。

## 最新の研究成果
Wiredの報道によると、ニューヨーク州立大学ビンガムトン校のJames Brownridgeが湯が水より早く凍る現象を再現することに成功している。
ただし、Brownridgeの実験では、同一の水を凍らせるのではなく、摂氏約100度まで加熱した水道水と、摂氏25度以下まで冷却した蒸留水を使用した。これらを銅製の装置に密封した上で、冷凍庫に入れると、高温の水道水が、低温の蒸留水よりも毎回先に凍ることが確認された。
この実験は、水の純度が異なる場合に湯が冷水より早く凍る条件が存在する事を示した。しかし、同一のサンプルを使用していないため、水の初期温度が原因とは言い難く、ムペンバ効果自体が解明できたとは言えない。
2020年8月5日にネイチャーで発表されたサイモンフレーザー大学の物理学者、アビナッシュ・クマールとジョン・ベックホーファーの研究により、ムペンバ効果の再現に成功した。
ムペンバ効果を再現したクマールらの研究チームは、もともとムペンバ効果ではなく「さまざまな条件下において水の単一分子に近い大きさのガラスが水中でどのように動くか」を実験していた。実験の中で水を冷却していたところ、研究チームは「高温のガラスが低温のガラスよりも速く冷却されること」を発見した。
クマールらの実験ではガラスの温度変化に焦点を当てることで、ムペンバ効果を研究しにくくしている「凍結の定義」と「水の成分差」という要素を取り除き、「水の凍結プロセス」ではなく「水の冷却プロセス」に着目してムペンバ効果を定義している。
水中でガラスが冷却されるまでの温度変化を追跡したところ、初期温度が高温のガラスは低温のガラスよりも早く冷却され、指数関数的に温度が低下することが明らかになった。また、約1000回の試行で高温のガラスは低温のガラスより約10倍早く冷却されることも明らかになった。